# Cuterebra albata
Cuterebra albata är en tvåvingeart som beskrevs av Curtis W. Sabrosky 1986. Cuterebra albata ingår i släktet Cuterebra och familjen styngflugor. Inga underarter finns listade i Catalogue of Life.